# Fatih Baydar
Fatih Baydar (ur. 1 stycznia 1983) – turecki sztangista, wicemistrz Europy.
Startuje w kategorii wagowej do 85 kg. Jest wicemistrzem Europy z Antalyi (2012). 

## Osiągnięcia
| Rok  | Zawody             | Miasto  | Miejsce | Kategoria | Wynik  |
| ---- | ------------------ | ------- | ------- | --------- | ------ |
| 2012 | Mistrzostwa Europy | Antalya | 2.      | do 85 kg  | 359 kg |